# Niegowić (gmina)

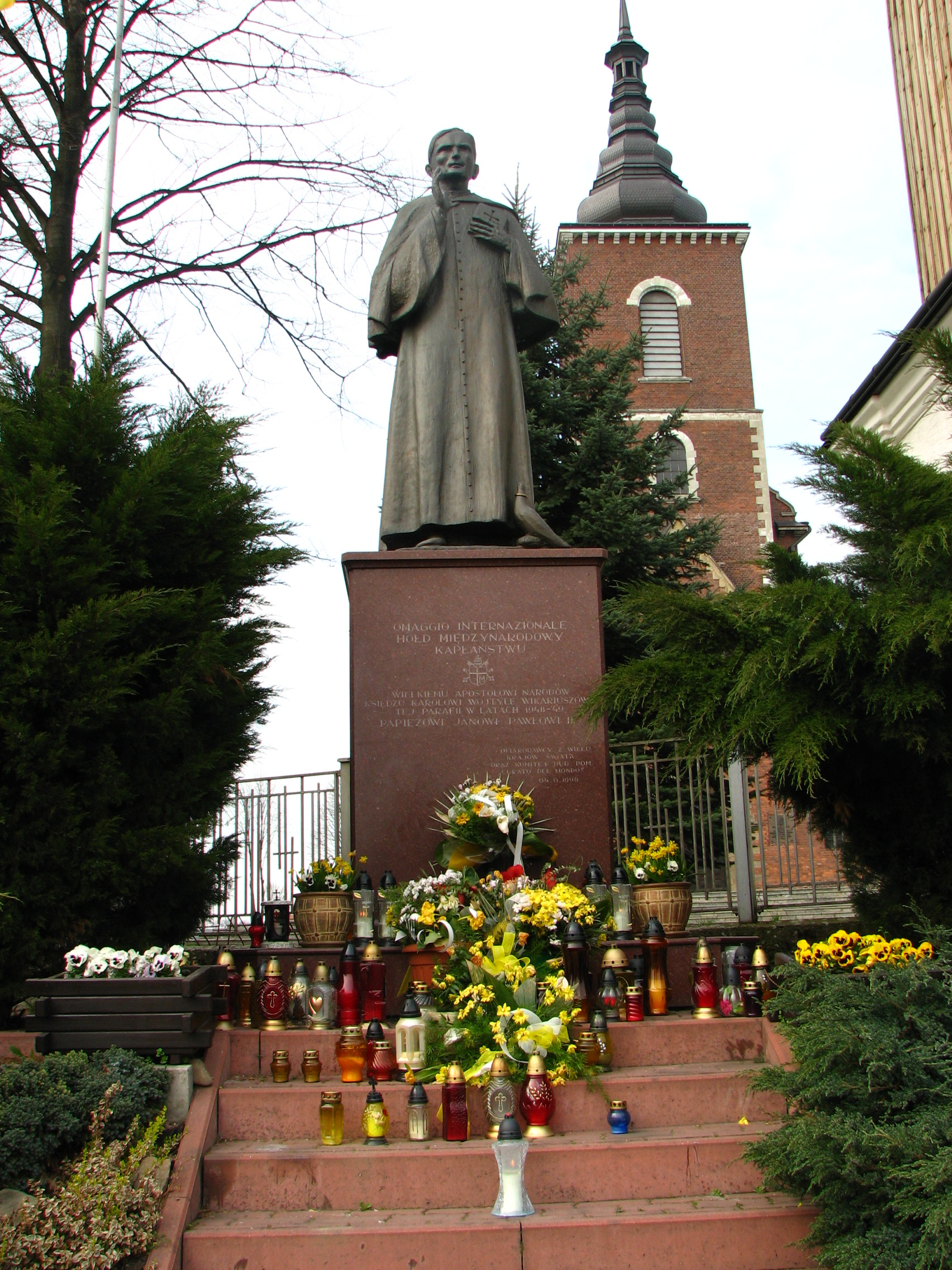
Kościół w Niegowici

Niegowić – dawna gmina wiejska istniejąca w latach 1934–1954 i 1973–1976 w woj. krakowskim (dzisiejsze woj. małopolskie). Siedzibą władz gminy była Niegowić.
Gmina zbiorowa Niegowić została utworzona 1 sierpnia 1934 roku w powiecie bocheńskim w woj. krakowskim z dotychczasowych jednostkowych gmin wiejskich: Chrostowa, Cichawa, Czyżów, Krakuszowice, Marszowice, Niegowić, Niewiarów, Nieznanowice, Pierzchów, Pierzchowiec, Stradomka, Szczytniki, Świątniki, Wiatowice, Wieniec i Zborczyce. Według stanu z 1 lipca 1952 roku gmina Niegowić składała się z 15 gromad: Chrostowa, Cichawa, Czyżów, Krakuszowice, Marszowice, Niegowić, Niewiarów, Nieznanowice, Pierzchów, Stradomka, Szczytniki, Świątniki, Wiatowice, Wieniec i Zborczyce. Gmina została zniesiona 29 września 1954 roku wraz z reformą wprowadzającą gromady w miejsce gmin. 
Gminę Niegowić reaktywowano w dniu 1 stycznia 1973 roku tymże powiecie i województwie. 1 czerwca 1975 gmina znalazła się w nowo utworzonym woj. miejskim krakowskim. 15 stycznia 1976 roku gmina została zniesiona przez połączenie z dotychczasową gminą Gdów w nową gminę Gdów.